# Tito Albucio
Tito Albucio (in latino Titus Albucius; ... – I secolo a.C.) è stato un politico, filosofo e oratore romano della tarda Repubblica.

## Biografia
Terminò i suoi studi ad Atene nell'ultima metà del secondo secolo a.C. e fu epicureo. Familiarizzò bene con la letteratura greca, anzi, secondo Marco Tullio Cicerone, era ormai un Greco. A causa della sua passione per la lingua e la filosofia greche, venne preso in giro dal poeta satirico Gaio Lucilio, i cui versi su di lui sono giunti a noi grazie a Cicerone; e Cicerone stesso lo descrive come un uomo frivolo. Egli accusò, senza successo, Quinto Mucio Scevola l'Augure di malamministrazione (repetundae) della sua provincia. 
Nel 104 a.C. Albucio fu propretore in Sardegna, e grazie ad alcuni insignificanti successi che aveva ottenuto contro i predoni, celebrò un trionfo nella provincia. 
Quando ritornò a Roma, chiese al senato romano di ottenere l'onore di una supplicatio, ma la sua richiesta venne respinta, e venne accusato nel 103 a.C. di concussione da Gaio Giulio Cesare Strabone, zio di Giulio Cesare, e condannato all'esilio ad Atene. Gneo Pompeo Strabone si era offerto come accusatore, ma la sua richiesta venne respinta, perché era stato questore di Albucio. 

## Opere
In seguito alla sua condanna, si dedicò agli studi filosofici. Scrisse alcune orazioni, che vennero lette da Cicerone.